# Lomas de Romero
Lomas de Romero är en ort i Mexiko.   Den ligger i kommunen Tecamachalco och delstaten Puebla, i den sydöstra delen av landet, 160 km öster om huvudstaden Mexico City. Lomas de Romero ligger 2 164 meter över havet och antalet invånare är 1 087.
Terrängen runt Lomas de Romero är platt åt nordväst, men åt sydost är den kuperad. Terrängen runt Lomas de Romero sluttar västerut. Runt Lomas de Romero är det tätbefolkat, med 383 invånare per kvadratkilometer. Närmaste större samhälle är San Mateo Tlaixpan, 2,2 km väster om Lomas de Romero. Trakten runt Lomas de Romero består till största delen av jordbruksmark.